# Ragoût de mensonges
Ragoût de mensonges est un épisode de la série télévisée d'animation Les Simpson. Il s'agit du vingtième épisode de la trente-sixième saison et du 788e de la série.

## Réception
Lors de sa première diffusion, l'épisode a attiré ?million de téléspectateurs.